# Popscene
«Popscene» — пісня альтернативного рок-гурту Blur, що вийшла 30 березня 1992 року як самостійний сингл. Пізніше Popscene була включена в перевидану японську версію альбому Modern Life Is Rubbish. У чарті синглів пісня досягла 32 місця. Низьке місце в чартах стало ударом для гурту, який в той час переживав фінансові недоліки. Випуск наступного синглу «Never Clever» був скасований.

## Чарти
| UK Top 75 (1992) | Найвища позиція |
| ---------------- | --------------- |
| UK Singles Chart | 32              |

## Варіанти видань
- 7" and Cassette

1. «Popscene»
2. «Mace»

- CD

1. «Popscene»
2. «Mace»
3. «Badgeman Brown»

- 12"

1. «Popscene»
2. «I 'm Fine»
3. «Mace»
4. «Garden Central»

## Продюсування
- «Popscene» — Стів Ловелл
- «Mace», «Badgeman Brown» і «Garden Central» — Blur і Джон Сміт
- «I 'm Fine» — Blur